# Antonio Naranjo
Antonio Javier Rodríguez Naranjo (Madrid, España, 22 de septiembre de 1971) es un periodista español.

## Biografía
Nacido en Madrid, ha vivido la mayor parte de su vida en Alcalá de Henares. Licenciado en Ciencias de la Información en Periodismo por la Facultad de Ciencias de la Información (Universidad Complutense de Madrid), a los veintidós años se convirtió en el director de periódico más joven de España en Diario de Alcalá, periódico local de la ciudad complutense, que dirigiría hasta el cierre del mismo en 2016. Fue el único diario local de pago de la Comunidad de Madrid, que tuvo como presidente de honor al Premio Nobel y Premio Cervantes Camilo José Cela.
En la actualidad es portavoz del oyente en el programa Herrera en COPE, dirigido por Carlos Herrera, donde también desempeña labores de analista en la sección Café de redacción y en La tertulia. Desde 1991 ha participado en programas de radio en la Cadena SER, Onda Cero o Punto Radio, con comunicadores como Ángels Barceló, Julia Otero, Rafael Martínez-Simancas o Miguel Ángel Oliver, entre otros.
Analista político desde hace 25 años[¿desde cuándo?] en programas de televisión de Atresmedia, Mediaset y RTVE;  actualmente forma parte del equipo de contertulios de Espejo público y de Y ahora Sonsoles en Antena 3,En boca de todos y Todo es mentira en Cuatro, La Roca en La Sexta y El cascabel en Trece. Fue profesor asociado de Periodismo Social y de Periodismo Local en la Universidad Carlos III de Madrid, Premio de Periodismo Manuel Azaña y es editorialista, articulista y responsable de investigación de El Debate.

## Condena judicial
El 30 de junio de 2017 la Audiencia Provincial de Madrid le condenó por intromisión ilegítima en el derecho al honor de Máximo Pradera, a cesar en su intromisión, indemnizarle por daño moral en 5000 € y a publicar a su costa la sentencia en el diario Periodista Digital y en su cuenta personal de Twitter. En 2016, el Juzgado de Primera Instancia e Instrucción n.º 1 de Pozuelo de Alarcón le había absuelto tras denunciar Pradera que Naranjo había afirmado falsamente en su cuenta de Twitter que había sido víctima de una agresión física y que, en una entrevista en el diario Periodista Digital, le había calificado de maltratador.
Naranjo recurrió la condena ante el Tribunal Supremo, que la confirmó, y en amparo ante el Tribunal Constitucional. La Sección Segunda de la Sala Primera de este tribunal acordó su admisión a trámite de la demanda de amparo y apreció una especial trascendencia constitucional, por lo que la deliberación se llevó a pleno. Este falló unánimemente denegando el amparo porque la sentencia no había "limitado de forma contraria a la Constitución el ejercicio de las libertades informativas" de Naranjo, como había alegado.